# Indie na Letnich Igrzyskach Olimpijskich 1920
Indie Brytyjskie na Letnich Igrzyskach Olimpijskich 1920 reprezentowało pięciu zawodników (sami mężczyźni). Był to drugi start reprezentacji Indii na letnich igrzyskach olimpijskich.

## Skład kadry

### Lekkoatletyka
Mężczyźni
- Purma Bannerjee

bieg na 100 m - odpadł w eliminacjach,
bieg na 400 m - odpadł w eliminacjach,
- Phadeppa Chaugule

bieg na 10 000 m - odpadł w eliminacjach (nie ukończył biegu),
maraton - 19. miejsce,
- Sadashir Datar - maraton - nie ukończył biegu

### Zapasy
Mężczyźni
- Dinkkarao Shinde – styl wolny waga do 60 kg - 4. miejsce,
- Kumar Navale – styl wolny waga do 75 kg - 9. miejsce,